# 榉的奇迹/日向的足迹
《榉的奇迹/日向的足迹》是由enish开发、Seed & Flower2017年发行的以日本偶像组合櫻坂46（櫸坂46）和日向坂46（平假名櫸坂46）为主题的解謎遊戲，有Android、iOS版本。2020年4月23日，本作的Microsoft Windows版停止營運。2021年8月31日，本作全平台停止營運。

## 玩法
玩家扮演櫻坂46和日向坂46的经纪人，在游戏中与组合成员一同成长。组合成员以立绘和卡片的形式登场。游戏采用在屏幕上滑动和连击的操作方法，连接盘面上5种颜色的宝石将其消除。
游戏卡片上附有榉坂46和日向坂46新拍摄的照片，若玩家达成一定条件，则可以提升与偶像们的亲密度，开放游戏限定影片供观赏。
本游戏定期举行限期活动，名次高的玩家可以获得榉坂46和日向坂46成员亲笔签名的T恤衫，签名卡片和特典照片、录音及线下活动邀请函等奖品。

## 剧情设定
剧情自2015年榉坂海选开始，本作标题的“奇迹”一指榉坂46成立以来创造的奇迹，二指出道以来的轨迹。剧情共有4类1800集，分为追寻榉坂46成名之路的主要故事篇、玩家和组合成员建立信赖关系的成员故事篇、与成员服装有关的卡片故事篇和榉坂46成员间故事的团体故事篇。

## 登场人物
截至2021年3月15日，本作有以下成员登场：
- 櫻坂46：上村莉菜、尾关梨香、小池美波、小林由依、齋藤冬優花、菅井友香、土生瑞穗、原田葵、守屋茜、渡边梨加、渡邊理佐、井上梨名、关有美子、武元唯衣、田村保乃、藤吉夏鈴、松田里奈、森田光、山崎天
  - 已毕业成员：石森虹花、今泉佑唯、織田奈那、佐藤詩織、志田愛佳、鈴本美愉、長泽菜菜香、長濱祢留、平手友梨奈、松平璃子、米谷奈奈未
- 日向坂46：潮紗理菜、影山優佳、加藤史帆、齊藤京子、佐佐木久美、佐佐木美玲、高瀬愛奈、高本彩花、東村芽依、金村美玖、河田陽菜、小坂菜緒、富田鈴花、丹生明里、濱岸日和、松田好花、宮田愛萌、渡邊美穗、上村日菜乃
  - 已毕业成员：井口真緒、柿崎芽实

## 宣传片
为宣传本作，榉坂46和日向坂46的成员们拍摄了以下影片，在2017年10月25日发布：
- 《我们一起向前进》（私たちは進んでいく）出演者：菅井友香、渡边梨加、渡边理佐

- 《和大家相遇真是太好了》（みんなに出会えて良かった）出演者：菅井友香、长滨祢留、渡边梨加、渡边理佐

- 《一起玩了玩》（遊んでみた）出演者：菅井友香、长滨祢留、守屋茜、渡边梨加、渡边理佐

## 反响
本作在正式上线前就已有超过25万人注册，截至2017年11月13日共有200万人注册，截至2018年4月26日共有300万人注册，截至2019年4月4日下载量已突破400万次。

## 附录